# Cutie de viteze automată cu variație continuă

Variator cu curea lată

Cutia de viteze automată cu variație continuă (în engleză Continuosly Variable Transmission – CVT) este o cutie de viteze automată care schimbă raportul de transmisie într-o gamă continuă. Schimbarea raportului de transmisie se face cu un variator. Acest lucru contrastează cu alte transmisii care oferă un număr limitat de raporturi de transmisie, în trepte fixe. Flexibilitatea unui CVT cu control adecvat poate permite motorului să funcționeze la o turație constantă în timp ce vehiculul se mișcă la viteze diferite.
CVT-urile sunt utilizate în automobile, tractoare, scutere, motociclete de zăpadă, biciclete și echipamente de terasament.
Cel mai comun tip de CVT utilizează un variator cu curea lată, format din două ansamble de discuri conice conectate printr-o curea sau lanț. Totuși, uneori au fost folosite și alte modele de variatoare.